# Ca l'Eudald
Ca l'Eudald o l'Andal és una masia del barri d'Horta de Barcelona, inclosa a l'Inventari del Patrimoni Arquitectònic de Catalunya.

## Història
El 1854, Eudald Barnet i Antonés i la seva dona Narcisa Molins i Baliarda van comprar el terreny on després van edificar la casa. Eudald Barnet era rajoler i fabricava rajoles de la terra que treia del terreny de la seva finca (avui horts), d'aquí ve que aquest terreny sigui molt més baix que on està situada la casa. Ultra l'horta del costat, tenien vinyes a la Font del Gos, a la part alta d'Horta, prop d'on ara hi ha els grans dipòsits esfèrics de gas, encara que el cup, la premsa i el celler eren aquí. Narcisa Molins era bugadera i rentava roba de gent benestant dels carrers Princesa i Montcada de Barcelona i quan tenia molta feina llogava dones perquè l'ajudessin a rentar. Tenien cinc pous amb els corresponents safareigs. Actualment conserven dos pous i dos safareigs en molt bon estat. Maria Rovira Barnet és de la cinquena generació de la família que viu a la casa.
Sembla que la família Bernet té quelcom a veure amb els que foren masovers de Ca n'Andalet.

## Descripció
Inicialment es considerava una casa del carrer d'Aiguafreda, però en desaperèixer el torrent d'en Carabassa i ser urbanitzat com a carrer de Llobregós, va passar a pertànyer a aquest carrer. És una casa de planta baixa arrenglerada amb altres edificacions. Té un portal d'arc de mig punt i un balcó central. A la resta de la façana hi ha quatre finestrals i un rellotge de sol.
Davant de la casa hi ha un pati d'accés, clos per una tanca i una porta de ferro. A la dreta de la masia s'estenen els seus bancals d'horta, al llarg del carrer que havia estat el torrent de la Carabassa.